# Narumi Miura
Pour les articles homonymes, voir Miura (homonymie).
Narumi Miura (三浦 成美, Miura Narumi), née le 3 juillet 1997, est une joueuse internationale de football japonaise.

## Biographie
Le 10 juin 2018, Narumi Miura fait ses débuts avec l'équipe nationale japonaise contre l'équipe de Nouvelle-Zélande. Elle participe à la Coupe du monde 2019. Elle compte 13 sélections en équipe nationale du Japon.

## Statistiques
| Équipe du Japon | Équipe du Japon | Équipe du Japon |
| Année           | Matchs          | Buts            |
| --------------- | --------------- | --------------- |
| 2018            | 5               | 0               |
| 2019            | 8               | 0               |
| Total           | 13              | 0               |

## Palmarès
- Troisième de la Coupe du monde des moins de 20 ans 2016